# Lady Godiva (Peter & Gordon)
Lady Godiva is een studioalbum van Peter & Gordon. De hitmachine die het duo eens was geweest stokte en het Verenigd Koninkrijk zag geen heil meer in het uitbrengen van albums. Lady Godiva als langspeelplaat verscheen dan ook alleen in de Verenigde  Staten en haalde daar als album nog de 80e plaats in de Billboard Album Top 200. Europa moest het doen met Somewhere, dat vrijwel nergens een albumnotering haalde. De gelijknamige single verkocht nog wel aardig (een 16e plaats in Engeland, een 30e plaats in de Nederlandse Top 40).  
De titel is ontleend aan Lady Godiva. Het verhaal is in de single overgezet naar Hollywood. Haar wapperende haren scoren eerst goed, maar uiteindelijk belandt ze als stripteasedanseres.

## Musici
- Peter Asher – zang, gitaar
- Gordon Waller – zang, gitaar

## Muziek
| Nr. | Titel                                                              | Duur |
| --- | ------------------------------------------------------------------ | ---- |
| 1.  | Lady Godiva (Mike Leander, Charles Mills)                          |      |
| 2.  | Exodus song (Ernest Gold, Pat Boone)                               |      |
| 3.  | Young and beautiful (Aaron Schroeder, Abner Silver)                |      |
| 4.  | When I fall in love (Victor Young, Edward Heyman)                  |      |
| 5.  | A taste of honey (Ric Marlow, Bobby Scott)                         |      |
| 6.  | Baby I’m yours (Van McCoy)                                         |      |
| 7.  | Love is a many splendored thing (Sammy Fain, Paul Francis Webster) |      |
| 8.  | Morning’s calling (Asher, Waller)                                  |      |
| 9.  | Start trying someone else (Asher,Waller)                           |      |
| 10. | If I fell (John Lennon, Paul McCartney)                            |      |
| 11. | Till there was you (Meredith Wilson)                               |      |